# بخش ریواداویا (سالتا)
بخش ریواداویا (به اسپانیایی: Departamento de Rivadavia) یک منطقهٔ مسکونی در آرژانتین است که در استان سالتا واقع شده‌است.